# 1539년

## 연호
- 명(明) 가정(嘉靖) 18년
- 일본(日本) 덴분(天文) 8년
- 후 레 왕조(後黎朝) 응우옌호아(元和) 7년
- 막 왕조(莫朝) 다이찐(大正) 10년

## 기년
- 류큐(琉球) 쇼세이왕(尚清王) 13년
- 명(明) 세종 가정제(世宗 嘉靖帝) 18년
- 조선(朝鮮) 중종(中宗) 34년
- 후 레 왕조(後黎朝) 장종(莊宗) 7년
- 막 왕조(莫朝) 태종(太宗) 10년

## 탄생
- 5월 30일 - 조선 중기의 문인 겸 문신 최립(崔岦). (~1612년)
- 7월 20일 - 조선 중기의 문신, 정치인, 시인, 성리학자, 교육자, 화가 이산해(李山海). (~1609년)

### 미상
- 조선의 정유명(鄭惟明)
- 조선 중기의 무신 신호(申浩). (~1597년)
- 조선의 권춘란(權春蘭). (~?)
- 조선의 이성중(李誠中). (~?)
- 조선의 문신 류운룡(柳雲龍). (~1601년)
- 조선의 김사원(金士元). (~?)
- 조선의 문신 이산보(李山甫). (~1594년)
- 신성 로마 제국의 가톨릭과 개신교 사이의 조약 프랑크푸르트 조약. (~?)